# Evi Milh
Evi Milh, née le 30 août 2000 à Ostende, est une tumbleuse belge.

## Carrière
Aux Championnats d'Europe 2021 à Sotchi, elle remporte la médaille de bronze en tumbling par équipes avec Tachina Peeters et Laura Vandevoorde.
Elle est médaillée de bronze en tumbling par équipes aux Championnats d'Europe 2022 à Rimini et aux Championnats d'Europe 2024 à Guimarães.